# Nyanzachoerus
Nyanzachoerus — вимерлий рід родини свиней (Suidae), що належить до підродини Tetraconodontinae. Кілька видів Nyanzachoerus жили в Африці від міоцену до пліоцену.

## Опис
Це була велика свиноподібна істота, більша за живі види. Скам'янілості самців Nyanzachoerus мали бивні лише помірного розміру.